# Felix Trojan
Felix Trojan (* 18. August 1895 in Tulln, Niederösterreich; † 1968 in Wien) war ein österreichischer Phonetiker.

## Leben
Nach der Matura studierte Felix Trojan Germanistik u. a. bei Alexander von Weilen und Eduard Castle, sowie Musikwissenschaft. 1919 promovierte er bei Walther Brecht mit einer von Castle angeregten dramatischen Untersuchung. Nach seiner Promotion zum Dr. phil. arbeitete Trojan kurzzeitig als Dramaturg an der Volksbühne Wien.
Neben Ferdinand Matras wurde er 1923 zum Universitätslektor zur Abhaltung sprecherzieherischer Übungen an der Universität Wien angestellt. Auch war er 1925–1939 Leiter der Deutschkurse für Ausländer, wobei er vor allem auf Aussprache fokussierte. Gleichzeitig begann er am Ambulatorium für Sprech- und Stimmstörungen der II. Universitätsklinik für Hals-, Nasen- und Ohrenkrankheiten zu arbeiten. Nach dem Anschluss Österreichs ließ sich Trojan auf Druck der Nationalsozialisten von seiner jüdischen Frau scheiden. Nur so konnte er seine Stelle an der Universität halten. Trojan konnte wegen dieser Ehe nicht Mitglied der NSDAP und anderer NS-Organisationen werden.
Trotz seines Hangs zur Literatur- und Theaterwissenschaft, zu der er zunächst publizierte, wandte sich Trojan schließlich der Phonetik, Phoniatrie und Logopädie zu. Ab 1945 wurden die Deutschkurse abgebaut, und Trojan hatte eine Assistenzstelle am Ambulatorium für Sprech- und Stimmstörungen. 1947 habilitierte er sich schließlich unter Wilhelm Havers. Trojan wurde 1955 außerordentlicher Professor in Wien, 1963 dann ordentlicher Professor. Er stellte einige Anträge auf einen Lehrstuhl, der jedoch nie bewilligt wurde.
Trojan verstarb 1968 in Wien. Sein Lebenswerk zur Biophonetik erschien erst 1975, sieben Jahre nach seinem Tod.

## Werke
- Trojan, Felix (1923). Das Theater an der Wien; Schauspieler und Volksstücke in den Jahren 1850–1875. Wien: Wila-Verlags-Aktiengesellschaft.
- Trojan, Felix (1928). Handlungstypen im Epos die Homerische Ilias. München: Hueber.
- Trojan, Felix (1948). Der Ausdruck von Stimme und Sprache. Eine phonetische Lautstilistik. Wien: Maudrich.
- Trojan, Felix (1948). Die Ausbildung der Sprechstimme. Ratschläge für alle, die beruflich viel sprechen müssen. Wien: Österreichischer Bundesverlag.
- Trojan, Felix (1951). Sprachrhythmus und vegetatives Nervensystem. Eine Untersuchung an Goethes Jugendlyrik. Wien: Sexl.
- Trojan, Felix (1952). Der Ausdruck der Sprechstimme. Eine phonetische Lautstilistik. Wien: Maudrich.
- Trojan, Felix (1954). Der Ausdruck der Sprechstimme im Deutschen. Frankfurt am Main / Berlin / Bonn: Diesterweg.
- Trojan, Felix (1961). Deutsche Satzbetonung, Grundsätze und Übungen. Ein Lehr- und Übungsbuch für In- und Ausländer. Wien: Braumüller.
- Trojan, Felix & Schendl, Herbert (1975). Biophonetik. Mannheim / Wien / Zürich: Bibliographisches Institut.